# Den gule Kristus
Den gule Kristus (franska: Le Christ jaune) är en oljemålning av den franske konstnären Paul Gauguin från 1889, som föreställer Jesu korsfästelse. Målningen är utställd på Albright-Knox Art Gallery i Buffalo.
Målningen är, tillsammans med Den gröne Kristus, Gauguins viktigaste bidrag till symbolismen som i kontrast till realismen och naturalismen ville återknyta till äldre tiders allegoriska måleri. Den tillkom i Pont-Aven i Bretagne dit Gauguin kom för första gången 1886. Här mötte han Émile Bernard och tillsammans utvecklade de syntetism med stora, rena färgytor omgivna av svarta konturer (Pont-Avenskolan).
Gauguin har inspirerats av det krucifix i trä som finns i kapellet Notre-Dame de Trémalo i Pont-Aven. Motivet visar även landskap i höstskrud och bönder från Bretagne.

## Bilder

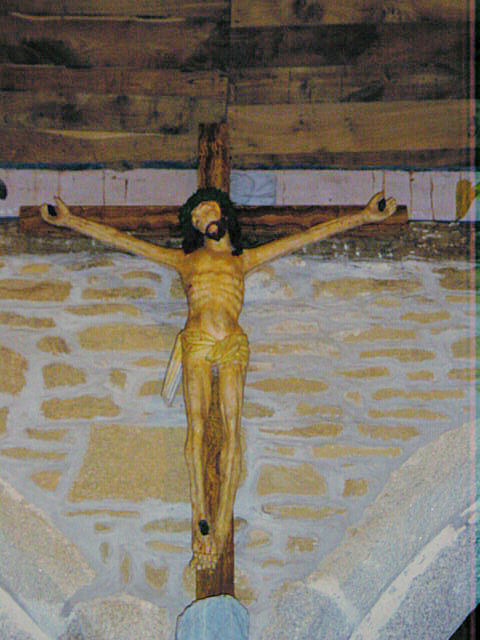
Gauguin har inspirerats av det krucifix i trä som finns i kapellet Notre-Dame de Trémalo i Pont-Aven.
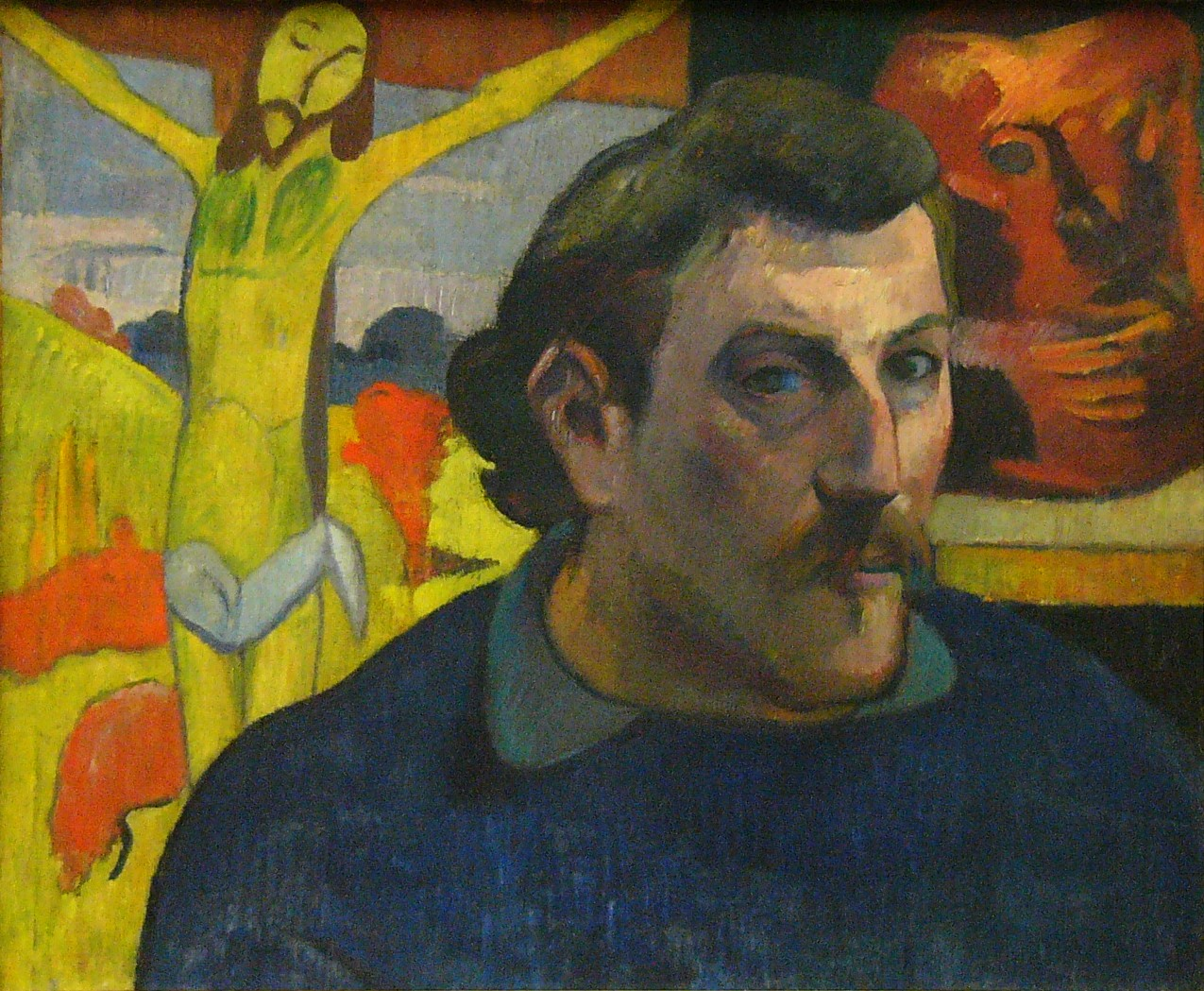
Gauguins målning Porträtt av konstnären med den gule Krisus (1890–1891), Musée d'Orsay.
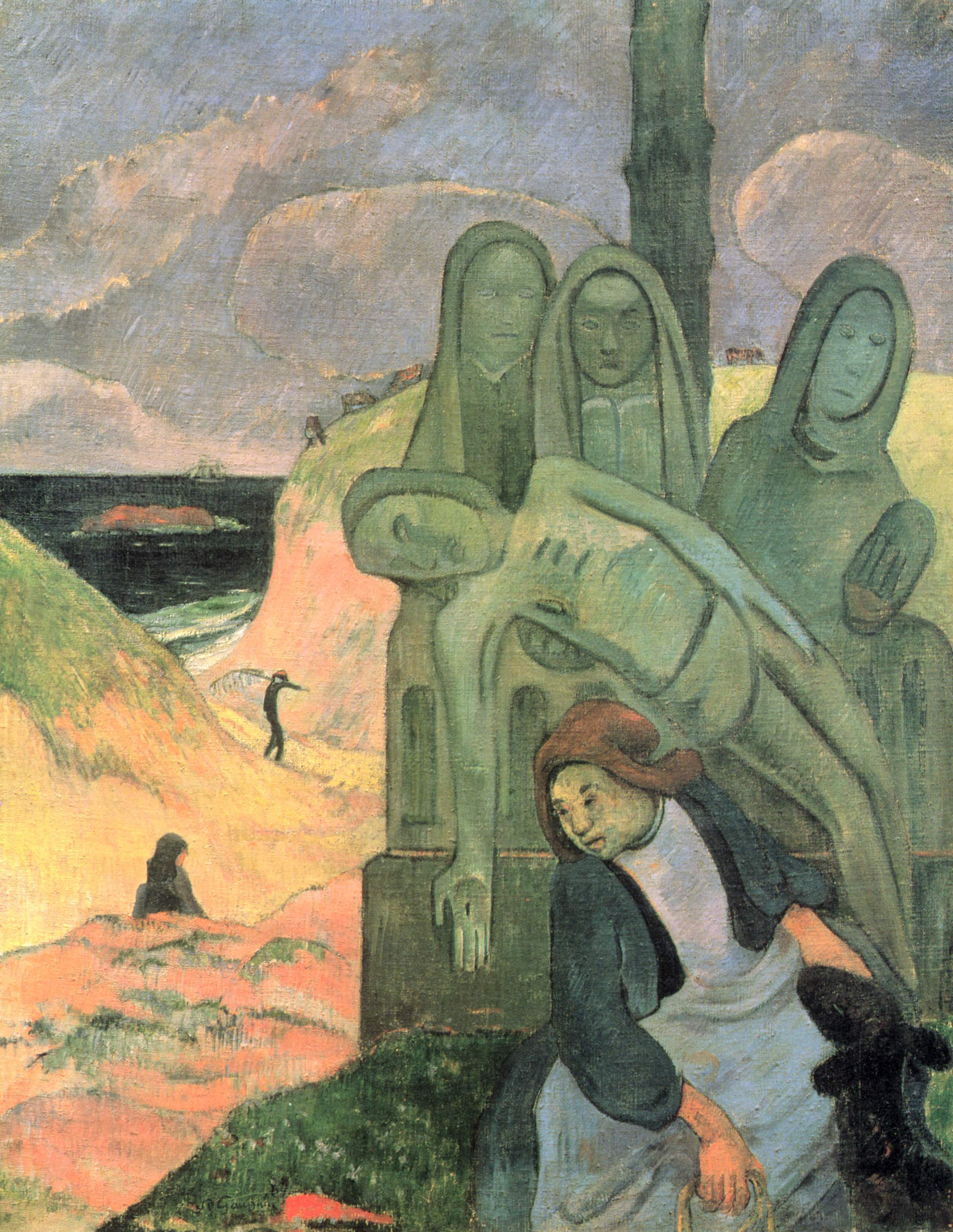
Den gröne Kristus (1889), Kungliga museet för sköna konster i Belgien.